# Joe Marston
James Edward "Joe" Marston MBE (Sydney, 7 de gener de 1926―29 de novembre de 2015) va ser un entrenador i jugador de futbol que jugava en la demarcació de defensa. Té en el seu honor el premi de la Medalla Joe Marston, atorgat al millor jugador del partit de la Gran Final de l'A-League cada any.

## Selecció nacional
Marston va jugar un total de 37 partits amb Austràlia, formant part de l'equip durant el toru del Blackpool a Austràlia, coincidint amb l'aparença de Stanley Matthews. A més va exercir el càrrec de jugador-entrenador durant el tour del Hearts al país en 1958.

## Clubs

### Com a futbolista
| Club                      | País       | Any         | Partits | Gols |
| ------------------------- | ---------- | ----------- | ------- | ---- |
| Leichhardt-Annandale SC   | Austràlia  | 1943 - 1949 |         |      |
| Preston North End FC      | Anglaterra | 1950 - 1955 | 185     | 0    |
| Leichhardt-Annandale SC   | Austràlia  | 1955 - 1958 |         |      |
| APIA Leichhardt Tigers FC | Austràlia  | 1959 - 1964 |         |      |
| Western Suburbs SC        | Austràlia  | 1969        |         |      |

### Com a entrenador
| Club                           | País      | Any         |
| ------------------------------ | --------- | ----------- |
| Selecció de futbol d'Austràlia | Austràlia | 1958        |
| APIA Leichhardt Tigers FC      | Austràlia | 1965        |
| Selecció de futbol d'Austràlia | Austràlia | 1966        |
| APIA Leichhardt Tigers FC      | Austràlia | 1966        |
| Western Suburbs SC             | Austràlia | 1967 - 1969 |
| APIA Leichhardt Tigers FC      | Austràlia | 1972 - 1973 |
| Auburn SC                      | Austràlia | 1974 - 1977 |
| Sydney Olympic Football Club   | Austràlia | 1978 - 1979 |

## Distincions honorífiques
- Membre de l'Ordre de l'Imperi Britànic (1980).